# Cosmosoma cermena
Cosmosoma cermena là một loài bướm đêm thuộc phân họ Arctiinae, họ Erebidae.